# Can Pijiula
Can Pijiula és un mas del municipi de Cabanelles (Alt Empordà) inclòs en l'Inventari del Patrimoni Arquitectònic de Catalunya.

## Descripció
Situada a ponent del petit nucli de Vilademires, a l'oest del municipi de Cabanelles al qual pertany. La casa es troba a poca distància al nord-oest de l'església de Sant Mateu i de la casa rectoral.
Masia de planta rectangular formada per dos cossos adossats, amb les cobertes de teula de dues vessants. El cos principal consta de planta baixa i dos pisos i presenta l'accés a l'interior al nivell del pis, a la façana de migdia. Unes escales exteriors de pedra donen accés a la porta. Adossat a la mateixa façana hi ha un pou de planta circular bastit en pedra, amb la coberta de teula de dues vessants. El cos posterior està distribuït en planta baixa i pis i presenta tres grans contraforts de reforç adossats a la façana de llevant. Majoritàriament, les obertures són rectangulars, bastides amb carreus de pedra ben desbastats, llindes planes i ampits motllurats. N'hi ha d'altres que presenten les llindes de fusta amb petits arcs de descàrrega de pedra a la part superior, i altres obertures que han estat reformades. El conjunt es completa amb una edificació auxiliar aïllada, distribuïda en una sola planta i amb un cobert annex.
La construcció és bastida en pedra desbastada de mida mitjana, disposada regularment i lligada amb morter de calç.

## Història
Segons el Pla Especial d'identificació i regulació de masies i cases rurals de l'ajuntament de Cabanelles Can Comalat és una edificació anterior al 1800.